# 퉁링시
퉁링(한국어: 동릉, 중국어: 铜陵, 병음: Tónglíng)은 안후이성 남쪽에 위치한 지급시로 예전에는 퉁링 현 또는 퉁관산으로 불렸다.
북쪽으로 차오후, 동쪽으로 우후, 남서쪽으로 츠저우, 서쪽으로 안칭과 접한다.

## 역사
퉁링은 아름다운 산으로 유명한 도시로 한나라 때인 1500년 전에 기원한 도시이다. 구리와 주석이 매장되어있어서 과거 청동 생산의 중심지였다. 산업 활동의 규모는 명나라와 청나라를 거쳐 1938~1945년의 일본 점령군 기간에 점차 증가하였고 특히 1949년 중국 공산당이 집권한 이래 특히 증가하였다.

## 경제
오늘날 도시의 산업 기반은 여전히 주변의 몇몇 구리 광산과 구리 처리 작업을 맴돌고 있다. 지역의 광물 자원은 철, 석탄, 금, 은, 주석, 철 황화물과 니켈, 카드뮴, 갈륨, 몰리브덴, 게르마늄, 셀레늄 등 20개가 넘는 희귀 광물들이 매장되어있다. 다른 주요 산업으로는 화학, 방직, 건자재, 전자, 기계, 식품 가공업을 포함한다. 오랫동안 수로 교통의 중심축이었던 퉁링은 1995년에 안후이 성의 장강을 건너는 첫 번째 간선도로 다리가 세워진 곳이 되었다.
퉁링의 대부분이 산지기는 하지만 주변의 평지는 쌀, 밀, 목화, 콩, 마늘, 약초, 생강을 생산하는 풍부한 농업 지역이다. 많은 양의 물고기가 이곳에서 잡힌다.
퉁링은 과거 5년간인 2003년부터 2007년까지 급속도로 발전하였다. 2008년 1인당 GDP는 44870위안(6570달러)로 안후이 성에서 두 번째로 높다. 성장률은 13%로 성 전체의 평균 성장률 12.8%를 상회하였다. 2012년까지 1인당 GDP를 10000달러까지 높이는 것을 목표로 하고 있다.

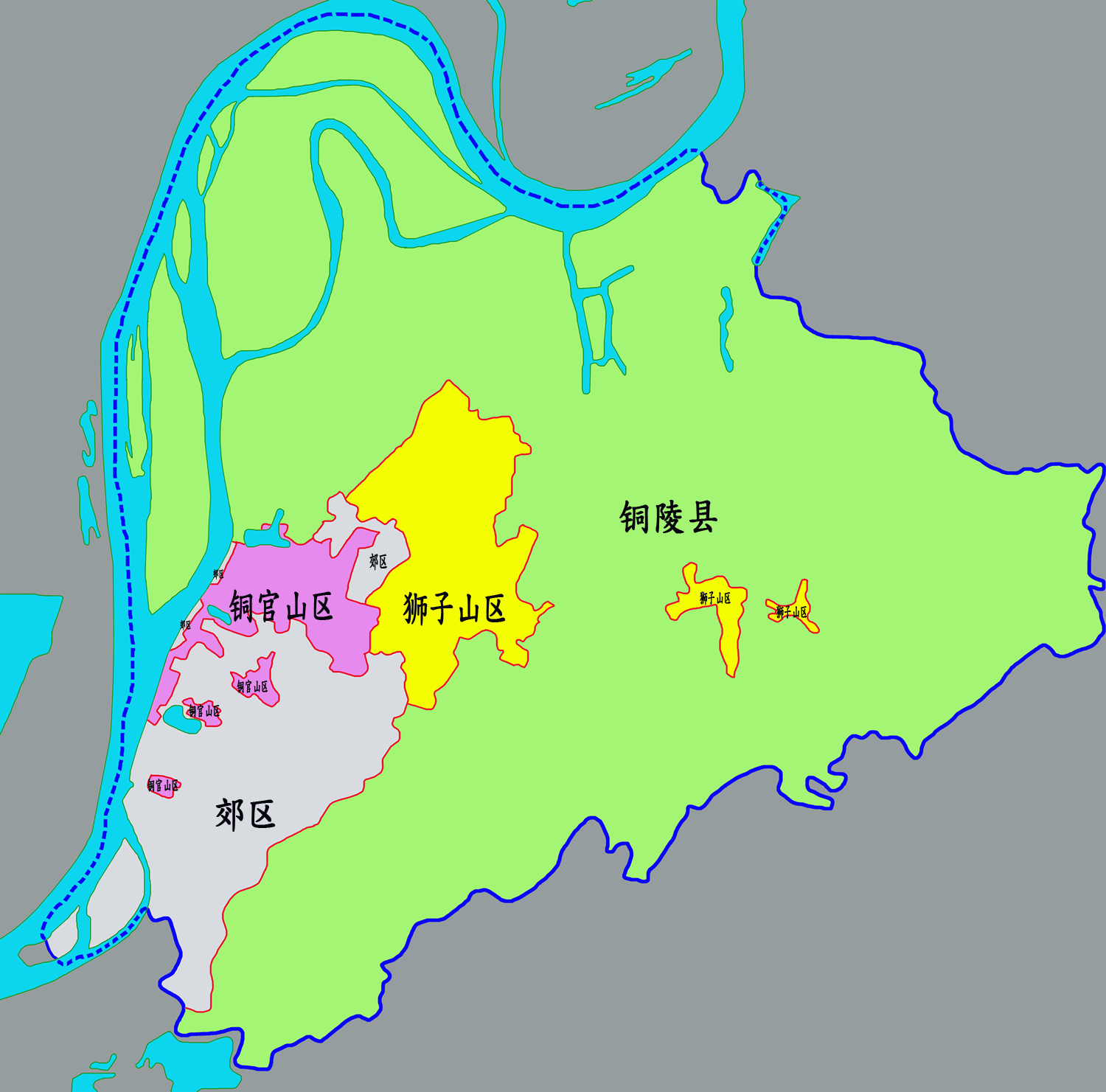
퉁링시 현급행정구역도

## 기후
| 퉁링시의 기후                                                 | 퉁링시의 기후 | 퉁링시의 기후 | 퉁링시의 기후 | 퉁링시의 기후 | 퉁링시의 기후 | 퉁링시의 기후 | 퉁링시의 기후 | 퉁링시의 기후 | 퉁링시의 기후 | 퉁링시의 기후 | 퉁링시의 기후 | 퉁링시의 기후 | 퉁링시의 기후   |
| 월                                                            | 1월           | 2월           | 3월           | 4월           | 5월           | 6월           | 7월           | 8월           | 9월           | 10월          | 11월          | 12월          | 연간            |
| ------------------------------------------------------------- | ------------- | ------------- | ------------- | ------------- | ------------- | ------------- | ------------- | ------------- | ------------- | ------------- | ------------- | ------------- | --------------- |
| 역대 최고 기온 °C (°F)                                        | 21.4 (70.5)   | 28.2 (82.8)   | 32.4 (90.3)   | 33.5 (92.3)   | 35.1 (95.2)   | 38.2 (100.8)  | 40.1 (104.2)  | 40.1 (104.2)  | 38.5 (101.3)  | 33.0 (91.4)   | 28.8 (83.8)   | 22.1 (71.8)   | 40.1 (104.2)    |
| 일평균 최고 기온 °C (°F)                                      | 7.6 (45.7)    | 10.6 (51.1)   | 15.5 (59.9)   | 21.9 (71.4)   | 27.0 (80.6)   | 29.5 (85.1)   | 32.9 (91.2)   | 32.4 (90.3)   | 28.2 (82.8)   | 22.9 (73.2)   | 16.7 (62.1)   | 10.1 (50.2)   | 21.3 (70.3)     |
| 일일 평균 기온 °C (°F)                                        | 3.9 (39.0)    | 6.5 (43.7)    | 11.0 (51.8)   | 17.1 (62.8)   | 22.2 (72.0)   | 25.5 (77.9)   | 28.9 (84.0)   | 28.2 (82.8)   | 23.9 (75.0)   | 18.4 (65.1)   | 12.2 (54.0)   | 6.2 (43.2)    | 17.0 (62.6)     |
| 일평균 최저 기온 °C (°F)                                      | 1.2 (34.2)    | 3.4 (38.1)    | 7.5 (45.5)    | 13.2 (55.8)   | 18.4 (65.1)   | 22.3 (72.1)   | 25.7 (78.3)   | 25.2 (77.4)   | 20.7 (69.3)   | 14.9 (58.8)   | 8.9 (48.0)    | 3.2 (37.8)    | 13.7 (56.7)     |
| 역대 최저 기온 °C (°F)                                        | −7.8 (18.0)   | −8.9 (16.0)   | −3.1 (26.4)   | 3.0 (37.4)    | 9.2 (48.6)    | 13.0 (55.4)   | 19.1 (66.4)   | 16.7 (62.1)   | 12.8 (55.0)   | 4.6 (40.3)    | −3.8 (25.2)   | −8.2 (17.2)   | −8.9 (16.0)     |
| 평균 강수량 mm (인치)                                         | 74.8 (2.94)   | 82.7 (3.26)   | 121.4 (4.78)  | 133.0 (5.24)  | 147.8 (5.82)  | 244.7 (9.63)  | 198.4 (7.81)  | 130.5 (5.14)  | 83.3 (3.28)   | 65.5 (2.58)   | 71.4 (2.81)   | 48.0 (1.89)   | 1,401.5 (55.18) |
| 평균 강수일수 (≥ 0.1 mm)                                      | 11.5          | 10.9          | 13.6          | 11.9          | 12.3          | 13.2          | 11.9          | 11.9          | 9.1           | 8.4           | 9.3           | 8.3           | 132.3           |
| 평균 강설일수                                                 | 4.5           | 2.4           | 1.0           | 0             | 0             | 0             | 0             | 0             | 0             | 0             | 0.2           | 1.6           | 9.7             |
| 평균 상대 습도 (%)                                            | 77            | 76            | 74            | 73            | 74            | 79            | 78            | 80            | 79            | 76            | 77            | 75            | 77              |
| 평균 월간 일조시간                                            | 105.6         | 112.3         | 136.6         | 163.1         | 179.7         | 156.9         | 213.4         | 199.2         | 160.3         | 160.0         | 137.8         | 126.8         | 1,851.7         |
| 가능 일조율                                                   | 33            | 36            | 37            | 42            | 42            | 37            | 50            | 49            | 44            | 46            | 44            | 40            | 42              |
| 출처: 중국기상국 (평년값: 1991년~2020년, 극값: 1981년~2010년) |               |               |               |               |               |               |               |               |               |               |               |               |                 |

## 행정 구역
3개의 시할구와 1개의 현을 관할한다.
시할구
- 퉁관 구(铜官区)
- 이안 구(义安区)
- 자오 구(郊区)

현
- 쭝양 현(枞阳县)

## 교통

### 철도
- 퉁링 역 (중국철로고속 이용가능)
- 퉁링 북역 (중국철로고속 이용가능)